# 2-Klorbensenmalonsyradinitril
2-Klorbensenmalonsyradinitril (systematiskt namn), 2-klorbensalmalononitril eller ortoklorbensalmalononitril är det verksamma ämnet i CS-gas, den vanligast förekommande tårgasen.

## Historia
Ämnet upptäcktes 1928 av två amerikanska forskare, Ben Corson och Roger Stoughton, vid Middlebury College. CS-gasen testades och utvecklades vid brittiska arméns forskningsanläggning vid Porton Down i Wiltshire där den först testades på djur och sedan på frivilliga brittiska soldater.

## Egenskaper
Trots att den ofta kallas för 'tårgas' är 2-klorbensenmalonsyradinitril är ett fast ämne vid rumstemperatur. Den används som aerosol, antingen genom att sprayas i smält form eller löst i aceton, dimetylsulfoxid eller diklormetan.

## Framställning
2-Klorbensenmalonsyradinitril framställs genom att kondensera klorbensaldehyd och malononitril med piperidin eller pyridin som katalysator.

## Användning
CS-gas brukar användas som tårgas av militär och kravallpolis. Den förekommer både som spray, facklor och i granater. Ämnet är bland annat den aktiva substansen i Försvarsmaktens Tårgasfackla 4.
Användning i krig är förbjudet sedan 1993 enligt konventionen om förbud mot kemiska vapen. Orsaken är att användning av CS-gas inte ska föranleda en motattack med dödligare stridsgas. Endast Angola, Egypten, Nordkorea, Somalia och Syrien har inte skrivit under konventionen.
Dessutom är användandet av CS-gas vid polisiära insatser förbjudet i ett flertal länder.